# Ponte Vejle Fjord

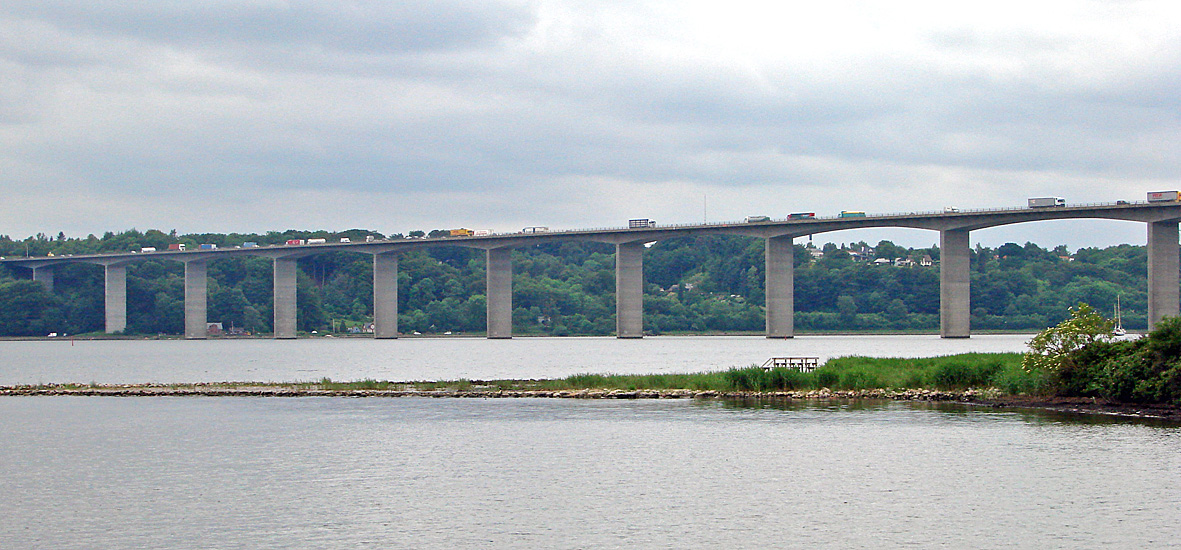
Ponte Vejle Fjord

Ponte Vejle Fjord (dinamarquês: Vejlefjordbroen) é um ponte cantilever que abrange Vejle Fjord entre Mølholm e Nørremarken perto da cidade de Vejle, na Dinamarca. A ponte tem 1712 metros, o mais longo vão é de 110 metros, e a altura máxima do mar é de 40 metros. A ponte tem 16 colunas.
A Ponte Vejle Fjord foi construída para conduzir tráfego passando a cidade de Vejle, onde o congestionamento do tráfego tinha-se tornado um problema na década de 1970. A construção começou em 1975 e, a ponte foi inaugurada em 1º de julho de 1980. Ela custou 350 milhões de coroas. A ponte tem agora mais tráfego do que qualquer outra ponte na Dinamarca.